# تلمبه محمد جنتی خواه
تلمبه محمد جنتی خواه یک منطقهٔ مسکونی در ایران است.